# Ман Сінґх
Ман Сінґх (гінді मान सिंह; 3 лютого 1783 — 4 вересня 1843) — магараджа Марвару в 1803—1843 роках.

## Життєпис
Походив з династії Ратхор. Онук магараджи Віджай Сінґха, син Ґуман Сінґха. 1792 року визначений спадкоємцем трону. Почувши про це, його стриєчний брат Бгім Сінґх повстав, завдавши зрештою поразки військам діда, зайняв фортецю Мехрангарнх, фактично відсторонивши Віджай Сінґха від влади. Після смерті останнього 17 липня 1793 року оголосив себе новим магараджею. Ман Сінґх було відправлено до фортеці Джалор.
1803 року за допомогою вірних вояків зайняв Джалор, де повстав проти Бгім Сінґх, який при облозі цієї фортеці раптово помер, внаслідок чого Ман Сінґх перебрав владу. 1804 року розірвав договір з Британською Ост-Індською компанією про співпрацю та уклав союз з Ясвант Рао I Холкаром, магараджею Індаура. Проте невдовзі зазнав поразки від Даулат Рао Скіндії, магараджи Гваліору, сплативши йому величезну данину і визнавши зверхність того. Разом зтим за допомогою останнього став вимагати Бгім Сінґха Сесодії, магарани Мевару, виконання умов договору 1799 року, за яким повинен був укласти шлюб з донькою останнього. Водночас Ясвант Рао I Холкар підтримав Джаґат Сінґха Качваха, магараджу Джайпуру, в боротьбі за руку доньці правителя Мевару. Зрештою це призвело до війни між Марваром і Джайпуром. Джаґат Сінґха підтримав Бгім Сінґх.
1806 року до них доєднався доєднався Сурат Сінґх (з молодшої гілки Ратхор), магараджа Біканеру, які вирішили повалити Ман Сінґха, проте супротивники в битві біля Мехрангарху зазнали цілковитої поразки. В результаті Джаґат Сінґх вимушен був сплатити магараджи Марвару 2 млн рупій. На честь перемоги у форті Мехрангарх було побудовано Джай Пол (Браму перемоги).
1808 року як васал Даулат Рао, магараджи Гваліору, підтримав військову кампанію того проти Джайпуру, Мевару і Індауру. У квітні 1810 року Мухаммад Амір-хан, наваб Тонку (походив з піндарі), виступив на боці Ман Сінґха, вдершись до Мевару. Було сплюндровано значні землі князівства. Наваб вимагав видати Крішну Кумарі за Ман Сінґха, але це б спровокувало нове вторгнення військ Гваліору та Джайпуру. Щоб розв'язати цю проблему донька Бгім Сінґха отруїла себе.
В наступні роки вимушен був протистояти численним змовам та повстанням знаті, які безжально придушував. Водночас поступово ставав відлюдником, усіма справами розпоряджалася Девнатх і чотири його брата з секти Натхів — духовних радників магараджи. У натхів були свої суди і збройні сили. Існуюча до того віра в магічні здібності натхів була посилена тепер їх багатством і владою. Натхи по суті стали живими святими, і Ман Сінгх вимагав від підданих поклоніння цим святим. Багато брагманів і аристократів втекли до сусідніх князівства, а репресії набули суто мстивого і системного характеру. 1818 року з огляду на поразки маратхів було підписано договір з Британською Ост-Індською компанією, проте не визнано їх влади.
У 1829 році надав притулок Мудходжі II Бгонсле, поваленому магараджи Нагпуру, всупереч волі британців. Ман Сінґх відмовився видати його британцям, незважаючи на наполегливі вимоги генерал-губернатора лорда Вільяма Бентінка. У 1830 році було укладено субсидіарний договір, чим фактично визнано зверхність британців. 1839 року останній втрутилися в справи Марвару, змусивши знищити привілеї натхів та визнати їх за межі держави.
Помер 1843 року. Оскільки на момент смерті усі його сини померли, владу спадкував четвероюрідний брат Тахт Сінґх.

## Культурна діяльність і творчість
Розпорядився про будівництво храмів у столиці та в провінційних центрах, субсидував твір і видання натхської літератури, а своїм художникам віддав розпорядження написати більш 1000 картин, присвячених натхам. Магараджа надав замовлення на створення великих картин, внаслідок чого марварська школа живопису змінила напрямок та тематику творчості.
Був видатним поетом і вченим свого часу і написав кілька віршів і релігійних текстів, зокрема поему «Чаран Баді Амолак Чидж», «Сіддха-Г'ян», «Натх-Пурана», «Натх-Шарот», «Натх-Шатак»